# Atrichopogon bifasciatus
Atrichopogon bifasciatus är en tvåvingeart som beskrevs av Jean-Jacques Kieffer 1917. Atrichopogon bifasciatus ingår i släktet Atrichopogon och familjen svidknott. Inga underarter finns listade i Catalogue of Life.